# Marco Carburi
Marco Carburi (Argostoli, 1731 – Padova, 5 dicembre 1808) è stato un chimico e mineralogista italiano cittadino della Repubblica di Venezia.

## Biografia
Nacque nel 1731 ad Argostoli nell'isola di Cefalonia, nei possedimenti veneziani in Grecia, figlio di Demetrio Carburi e fratello minore del fisico Giovanni Battista (1722-1801?) e dell'ingegnere Marino (1729-1782).
Studiò a Venezia e poi a Padova, laureandosi nel 1757 in filosofia e medicina, infine si specializzò a Bologna come discepolo di Jacopo Bartolomeo Beccari. Fu nominato professore ordinario di chimica sperimentale all'Università di Padova nel 1759, tenendo la prima lezione nel giugno 1760;  ma già il mese successivo gli fu richiesto dal Senato della Repubblica di Venezia di intraprendere un lungo viaggio all'estero, per studiare i processi minerari, che lo impegnò per alcuni anni. Solo nel 1767-68 poté riprendere l'insegnamento, che mantenne per trent'anni fino al 1797; il suo laboratorio di chimica venne preso come esempio da altri atenei. Sempre per conto della Repubblica Veneta, studiò varie applicazioni della chimica in campo bellico, in particolare per l'artiglieria.
In quanto aderente alla tradizionale teoria del flogisto, venne criticato da vari colleghi.
Fu membro dell'Accademia di scienze, lettere ed arti di Padova, di cui fu anche presidente. Fu eletto membro straniero dell'Accademia reale svedese delle scienze nel 1762. Divenne socio corrispondente dell'Accademia delle Scienze di Torino nel 1785.
Pur essendo membro di spicco della Massoneria, non subì ritorsioni quando le logge furono chiuse per editto veneziano nel 1785. Sotto il governo austriaco fu rimosso dall'insegnamento per le sue simpatie francesi, venendo rientegrato nel 1805 dal governo napoleonico.
Morì nel 1808 a Padova.